# USS Jeremiah Denton (DDG-129)
«Джеремая Дентон» (англ. USS Jeremiah Denton (DDG-129)) — ескадрений міноносець КРО типу «Арлі Берк» ВМС США, серії III.

## Історія створення
Ескадрений міноносець «Джеремая Дентон» був замовлений 27 вересня 2018 року. Це 79-й корабель цього типу.
Свою назву отримав на честь адмірала Джеремая Дентона, ветерана і військовополоненого під час війни у В'єтнамі.
На початку січня 2021 року компанія Huntington Ingalls Industries розпочала виготовляти DDG-129 — четвертий есмінець версії Flight III типу Arleigh Burke для ВМФ США. Початок виробництва означає, що було вирізано перші 100 тонн сталі.
DDG-129 стане третім есмінцем, побудованим в конфігурації Flight III компанією HII на корабельні Ingalls Shipbuilding (і четвертим кораблем в серії), після USS Jack H. Lucas (DDG-125) (перший корабель Flight III) і USS Ted Stevens (DDG-128).